# Wojciech Knapik
Wojciech Knapik (ur. 24 lipca 1980 r. w Opolu) – polski strzelec sportowy specjalizujący się w strzelaniu z pistoletu, brązowy medalista mistrzostw Europy, mistrz świata i Europy juniorów, wielokrotny medalista mistrzostw Polski, olimpijczyk z Aten (2004) i Pekinu (2008).

## Życiorys
Jest żołnierzem Wojska Polskiego w stopniu starszego szeregowego.
Jest zawodnikiem klubu Alu-Pro Opole. Swoje pierwsze sukcesy na arenie międzynarodowej odnosił jako junior, zdobywając w 1998 roku złoty medal mistrzostw świata juniorów w Barcelonie. Rok później został mistrzem Europy juniorów w Bordeaux w zawodach drużynowych z pistoletu dowolnego.
Na igrzyskach olimpijskich w Atenach w 2004 roku zajął 11. miejsce w strzelaniu z pistoletu pneumatycznego oraz 39. miejsce w strzelaniu z pistoletu dowolnego. Cztery lata później w Pekinie rywalizację pistoletu pneumatycznego zakończył na 24. pozycji, zaś w pistolecie dowolnym – 38.
W 2018 roku zawiesił swoją karierę. W grudniu został kapralem 10 Opolskiej Brygady Logistycznej. Dwa lata później wrócił do rywalizacji.